# Венденська битва
Венденська битва (ест. Võnnu lahing, латис. Cēsu kaujas, нім. Schlacht von Wenden). Вирішальна частина битви сталася в період з 19 по 23 червня 1919, між естонськими збройними силами, до складу яких входили і латиські полки, і військами пронімецького латвійського уряду Нієдри, до складу яких входили Залізна дивізія (сформована з громадян Німеччини) і Прибалтійський Ландесвера (що складався переважно з балтійських німців). Латиські частини ландесвера (Південно-Латвійська бригада) під час боїв зберегли фактичний нейтралітет.
Битва відбулася на півночі Латвії недалеко від міста Цесіс. Власне сама битва почалася ще 5 червня з захоплення міста німцями і тривала з невеликими перервами аж до 23 червня, коли естонські і латвійські війська відновили контроль над містом. Наслідком перемоги при Цесісі став розвиток наступу об'єднаних військ Естонії і Латвії на Ригу і її звільнення від німців. Німецькі війська покинули Латвію, а Прибалтійський Ландесвер перейшов під контроль Латвійського уряду.
Перемога Естонії над військами Ландесвера дала Латвії можливість зміцнитися як національній державі і одночасно посилила південний кордон Естонії. У сучасній Естонії щороку 23 червня дана подія святкується як День Перемоги. У Латвії 22 червня відзначається як День пам'яті героїв.